# ثيودور إيرل باتلر
ثيودور إيرل باتلر (بالإنجليزية: Theodore Earl Butler)‏ هو رسام أمريكي، ولد في 12 أكتوبر 1861 في كولومبوس في الولايات المتحدة، وتوفي في 2 مايو 1936 في جيفرني في فرنسا.